# Historia de Nebraska

Colonos en Nebraska central en 1886

La historia del estado estadounidense  de Nebraska se remonta a su formación como territorio por la ley Kansas-Nebraska, aprobada por Congreso de los Estados Unidos el 30 de mayo de 1854. El territorio de Nebraska fue establecido bajo la Ley de Asentamientos Rurales durante la década de 1860, y en 1867 fue admitido en la unión como el estado 37 de los Estados Unidos de América.

## Prehistoria

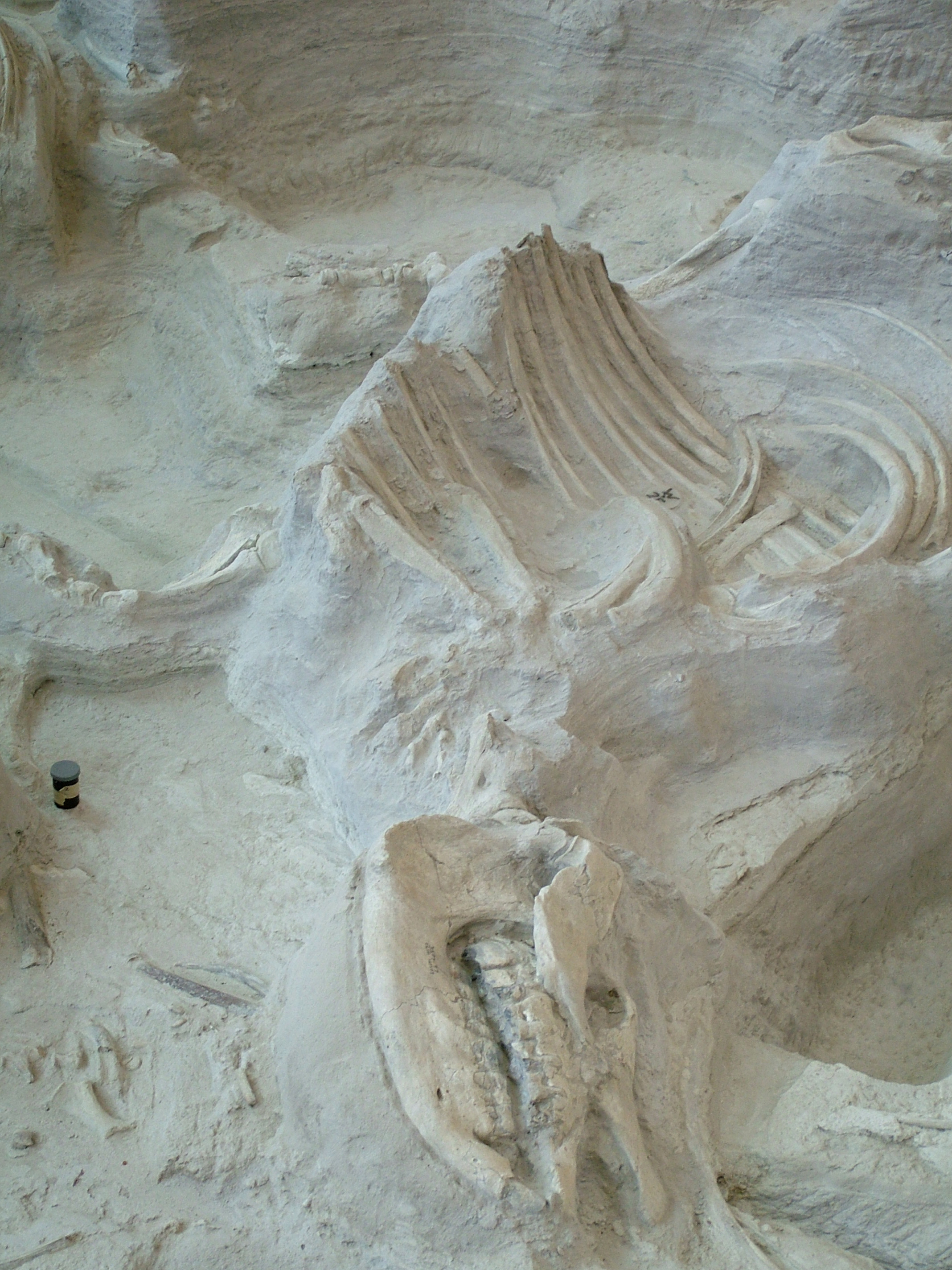
Dinohippus caballo fósil de finales del Plioceno encontrado cerca de la ciudad de Royal (Nebraska)

### Mesozoico
Durante el Cretácico superior, entre 65 millones a 99 millones de años, tres cuartas partes de Nebraska estaban cubiertas por el mar interior occidental,un gran cuerpo de agua que cubría un tercio de los actuales Estados Unidos. El mar estaba ocupado por mosasurios, ictiosaurios y plesiosaurios. Además los tiburones como el Squalicorax y peces como el  Pachyrhizodus,Enchodus y el Xiphactinus, un pez más grande que cualquier pez óseo moderno.Otra vida marina incluye invertebrados como los moluscos y los Amonites los calamares como belemnites y Plancton. Esqueletos de estos animales y plantas de este período fueron incorporados en el barro que se  convirtió en la piedra caliza que aparece hoy en los barrancos de los ríos a lo largo de Nebraska.

### Cenozoico

#### Plioceno
Como el fondo del mar se levantó lentamente, pantanos y bosques aparecieron. Después de miles de años la tierra se volvió más seca, y árboles de todo tipo crecieron, incluyendo robles, arces, hayas y sauces. Hojas fósiles de árboles centenarios se encuentran hoy en las rocas de arenisca roja en el estado.  Los animales que ocuparon el estado durante este período incluyen camellos, tapires, monos, tigres y los rinocerontes. El estado también tenía una gran variedad de caballos nativos en sus tierras.

#### Pleistoceno

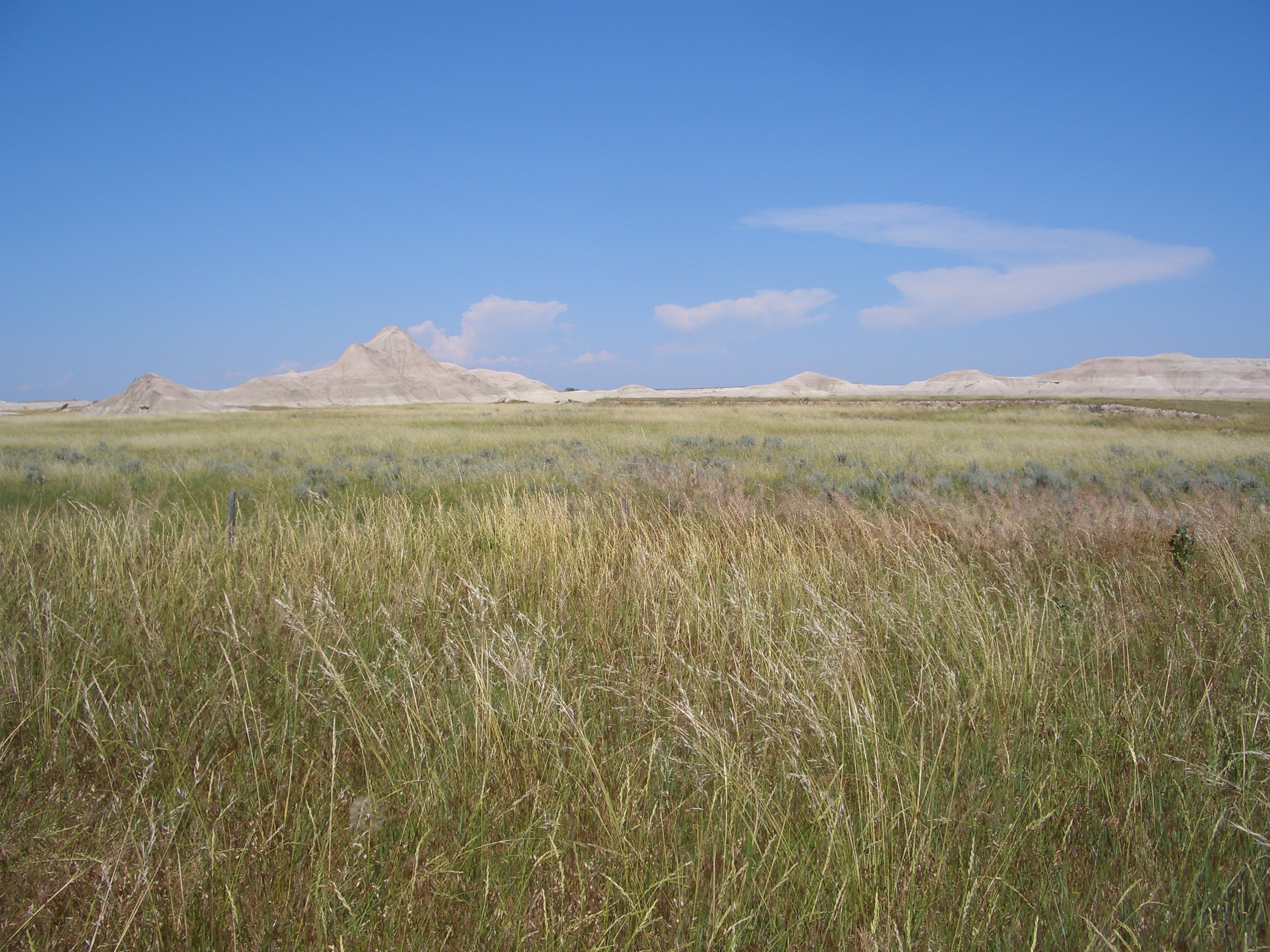
Oglala National Grassland cerca de Chadron (Nebraska)

Durante la Último periodo glacial capas de hielo continental en repetidas ocasiones cubre el este de Nebraska.El momento exacto de estas glaciaciones siguen siendo incierto. Probablemente  se produjeron entre dos millones a 600.000 años atrás. Durante los dos últimos millones de años, el clima oscilaba entre fases frías y calientes, denominadas respectivamente periodos "glacial" y "interglaciar" en vez de una edad de hielo continua. Arcilla y grandes rocas llamados bloques erráticos glaciales se quedaron en las laderas durante el período en que las capas de hielo cubren el este de Nebraska dos o tres veces. Durante varios períodos del resto del Pleistoceno y el Holoceno en la deriva  glacial fue sepultado  por el viento llamado "loess".

#### Holoceno (actual)
A medida que el clima se volvió más seco llanuras cubiertas de hierba aparecieron, los ríos comenzaron a reducir los valles presentes, y la topografía del presente Nebraska se formó. Los animales que aparecen durante este período permanecen en el estado hasta nuestros días.

## Exploración europea (1682-1853)

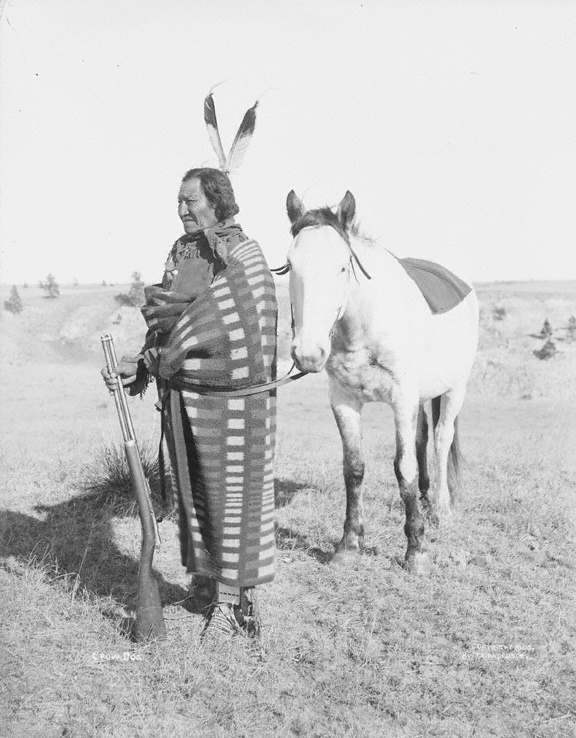
Crow dog de la tribu omaha

Varios exploradores procedentes de Europa exploraron las tierras que se convirtieron en Nebraska.En 1682 René Robert Cavelier de La Salle  reclamó la zona por primera vez  todo el territorio drenado por el Río misisipi y sus afluentes para Francia, con el nombre del territorio de Luisiana. En 1714, Étienne de Veniard viajó desde la desembocadura del río Misuri en Misuri a la desembocadura del río Platte, que él llamó el río Nebraskier, convirtiéndose en la primera persona dar el nombre aproximado del estado.

En 1720, el español Pedro de Villasur encabezó una expedición por tierra que siguió un sendero indígena de Santa Fe a Nebraska. En una batalla con los Pawnee, Villasur y 34 miembros de su expedición fueron asesinados cerca de la confluencia de los ríos Loup y Platte, justo al sur de la actual Columbus, Nebraska. Marcando una gran derrota para el control español de la región, un monje fue el único sobreviviente del ataque, al parecer quedaron vivos como una advertencia a la colonia de la Nueva España.
En 1762, por el Tratado de Fontainebleau, luego de la derrota de Francia por parte de Gran Bretaña en la Guerra de los Siete Años, Francia cedió sus tierras al oeste del río Mississippi a España, pasando Nebraska a ser parte del imperio de la Nueva España con sede en México y el suroeste. En 1795 Jacques D'Eglise recorrió todo el valle del río Misuri en nombre de la corona española en búsqueda del Paso del noroeste, D'Eglise no fue más lejos que al centro de Dakota del Norte.

### Primeros asentamientos
En 1794 Jean-Baptiste Truteau establece un puesto comercial 30 kilómetros arriba por el río Niobrara. Un escocés llamado John McKay establece un puesto comercial en la orilla oeste del río Misuri en 1795. El puesto llamado Charles Fort se encuentra al sur de la actual Dakota City, Nebraska.
En 1803 Estados Unidos compró el territorio de Luisiana a Francia por $ 15.000.000 lo que hizo que Nebraska pasara  a control de los Estados Unidos por primera vez. En 1812 el presidente James Madison firmó un proyecto de ley creando el territorio de Misuri que incluye  el actual estado de Nebraska. Manuel Lisa, un comerciante de pieles español de Nueva Orleans, construyó un puesto comercial llamado Fort Lisa en el Ponca Hills en 1812. Su esfuerzo por hacerse amigo de las tribus locales se acredita para frustrar la influencia británica en la zona durante la guerra de 1812.
El Ejército de los Estados Unidos estableció Fort Atkinson cerca del hoy  Fort Calhoun en 1820 con el fin de proteger el área de la floreciente industria del comercio de pieles. En 1822 la Missouri Fur Company construyó una sede y puesto de comercio unos nueve kilómetros al norte de la desembocadura del río Platte y lo llamó Bellevue, se crea que es la primera ciudad en Nebraska.

## 1854-1867

### Periodo territorial
La ley  Kansas-Nebraska de 1854 estableció el paralelo 40 norte, como la línea divisoria entre los territorios de Kansas y Nebraska. Como tal los límites territoriales de Nebraska originales eran mucho más grandes que en la actualidad, el territorio estaba limitado al oeste por la división continental entre  los océanos Pacífico y Atlántico, en el norte por el paralelo 49 norte (la frontera entre Estados Unidos y Canadá) y al este con el río Misuri. Sin embargo, la creación de nuevos territorios por los actos de Congreso reduce progresivamente el tamaño de Nebraska.

La mayoría de los colonos eran agricultores, pero otra actividad económica importante fue de apoyo a los viajeros que utilizan los senderos del río Platte. Las ciudades a orillas del río Misuri se convierten en importantes terminales de un floreciente negocio de flete terrestre transportando las mercancías que entran por el río en barcos de vapor,a puestos comerciales en las llanuras y las fortalezas del Ejército en las montañas. 
Muchos trenes de vagones caminaron a través de Nebraska en el camino hacia el oeste. Fueron asistidos por los soldados de Fort kearny y otras fortalezas del Ejército que custodiaban el camino del río Platte entre 1846 y 1869, proporcionándoles alimentos y otros suministros, mientras que aquellos que se lo podían permitir comprar suministros de cantineros y de correos.

Los viajeros también recibieron atención médica, acceso a los servicios de herrería y carpintería. Fort Kearny también proporciona servicios de correo y en 1861 los servicios telegráficos. Por otra parte los soldados facilitaron los viajes llevando a cabo mejoras en las carreteras, puentes y transbordadores. Los fuertes además dieron origen a grandes ciudades a lo largo de la ruta del río Platte.

Las caravanas de carretas dieron paso al tráfico ferroviario como la Unión Pacific Railroad, el ferrocarril transcontinental se construyó por primera vez al oeste de Omaha a través del valle del Platte. En 1867 se separó Colorado y Nebraska es reducido al tamaño de sus límites actuales y admitido en la Unión.

### Cambio territorial
El 28 de febrero de 1861 el Territorio de Colorado tomó posesión del territorio al sur del 41 ° N  y al oeste de 102 ° 03 'W. El 2 de marzo de 1861 el Territorio de Dakota tomó todas las porciones de territorio al norte del 43 ° N (la actual frontera de Nebraska con Dakota del Sur ), junto con parte de la actual Nebraska, entre el paralelo 43 norte y el Keya Paha y los ríos Niobrara (esta tierra se devolvió a Nebraska en 1882). En la ley de creación del territorio de Dakota también se incluyen disposiciones que conceden porciones pequeñas de Nebraska al Territorio de Utah y al Territorio de Washington. El 3 de marzo de 1863 el Territorio de Idaho tomó  todo el territorio al oeste de 104 ° 03 'W.

### Guerra civil
El gobernador Alvin Saunders guio el territorio durante la guerra civil americana (1861-1865), así como los dos primeros años de la Reconstrucción. Él trabajó con la legislatura territorial para ayudar a definir las fronteras de Nebraska, así como para aumentar las tropas para servir en el Ejército de la Unión. No se libraron batallas en el territorio, pero Nebraska formó tres regimientos de caballería para ayudar al esfuerzo de guerra, y más de 3.000 hombres servían en el ejército.

### Cambios de capital
La capital del territorio de Nebraska estaba en Omaha. Durante la década de 1850 hubo numerosos intentos infructuosos de trasladar la capital a otros lugares, incluyendo Florence y Plattsmouth.    La capital se mantuvo en Omaha hasta 1867 cuando ganó la condición de estado, en la cual la capital se trasladó a la ciudad de Lincoln actualmente capital del estado.

## 1867–1900

### Constitución
La constitución de Nebraska se elaboró en el año 1866. Había una cierta controversia sobre la admisión de Nebraska como estado, en vista de una disposición en la Constitución que atribuye el sufragio únicamente a los votantes blancos, finalmente, el 8 de febrero de 1867, el Congreso de Estados Unidos votó a favor de admitir a Nebraska como un estado, siempre que el sufragio no se negara a los votantes no blancos. El proyecto de ley para admitir como estado a Nebraska fue vetado por el presidente Andrew Johnson, pero el veto fue anulado por una mayoría  en ambas Cámaras del Congreso.

## Ferrocarriles
Los ferrocarriles jugaron un papel importante en el asentamiento de Nebraska. La tierra era buena, pero sin transporte sería imposible aumentar los cultivos comerciales. Las compañías de ferrocarriles habían recibido grandes concesiones de tierras que fueron utilizados para respaldar los préstamos de Nueva York y Londres, que financiaron la construcción. Estaban ansiosos por localizar a los colonos sobre la tierra tan pronto como fuera posible, por lo que sería una constante salida de productos agrícolas, y un flujo constante de productos manufacturados adquiridos por los granjeros. En las décadas de 1870 y 1880, los veteranos de la Unión y los inmigrantes procedentes de Europa llegaron por millares a tomar tierra en Nebraska, con el resultado de que a pesar de las graves sequías, plagas de langosta, las dificultades económicas, y otras condiciones adversas la colonización empujó constantemente la frontera hacia el oeste. La mayoría de las grandes haciendas de ganado que habían crecido cerca de los extremos de los caminos de Texas dieron paso a las granjas, a pesar de las Sand Hills  seguía siendo esencialmente un estado de ganadería.

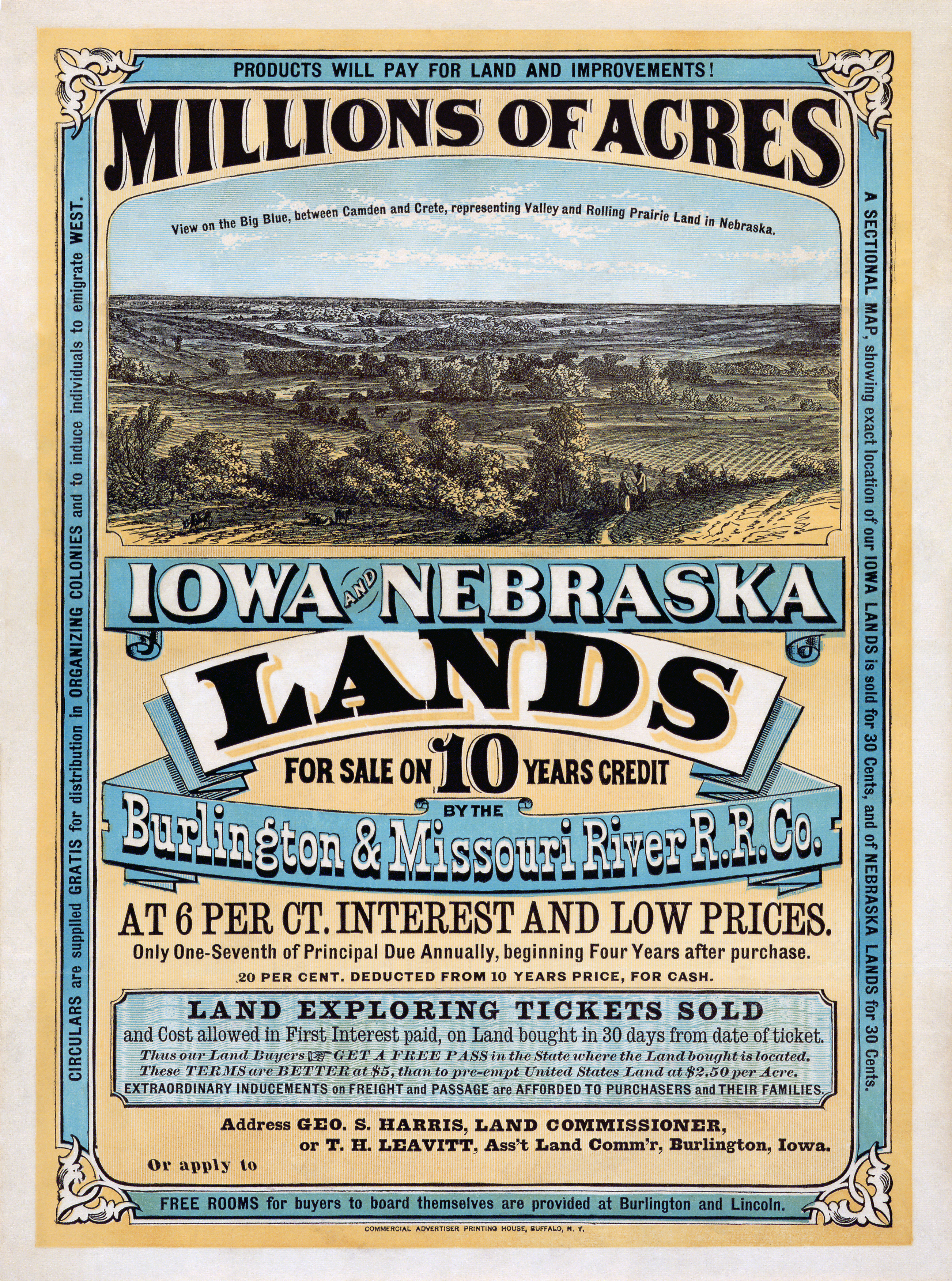
Una oferta de terrenos del ferrocarril Burlington and Missouri River Railroad, 1872

Un programa de desarrollo llevó a cabo el Burlington and Missouri River Railroad para promover la colonización en el sureste de Nebraska durante 1870-80. El ferrocarril ofrece a los granjeros la oportunidad de comprar parcelas de tierra con subvenciones en los términos de crédito fácil. La calidad del suelo, la topografía, y la distancia desde la línea del ferrocarril en general, determina los precios de la tierra. Los inmigrantes y los migrantes nacidos en ocasiones agrupados en comunidades de base étnica, pero sobre todo el asentamiento de las tierras del ferrocarril era la presencia de diversas mezclas de migrantes. En las campañas deliberadas, las ventas de tierras, y una vasta red de transporte, el ferrocarril facilitó y aceleró el poblamiento y el desarrollo de las Grandes Llanuras, con los ferrocarriles y el agua eran la clave para el potencial de éxito en el entorno de las llanuras.

### El populismo
El populismo fue un movimiento campesino de la década de 1890 que surgió en un período de crisis simultáneas en la agricultura y la política. Los agricultores que intentaron cultivar maíz en las regiones secas de Nebraska enfrentaron el desastre económico cuando la sequía se produjo inesperadamente. Cuando buscaban alivio a través de medios políticos, se encontraron con el Partido Republicano complaciente, que descansa sobre su logro de la prosperidad pasada. El Partido Demócrata por su parte, estaba preocupado por el tema de la prohibición. Los agricultores recurren a los políticos radicales más importantes del Partido Populista, pero se volvieron tan enredadas las luchas que  poco lograron para los agricultores. Omaha fue el lugar de la convención de 1892 que formó el Partido Populista, con su acertado título "Plataforma de Omaha" escrita por "granjeros radicales" de todo el Medio Oeste.

## Siglo XX

### Era progresista
En 1900 la población se desvaneció y los republicanos recuperaron el poder en el estado. En 1907 se promulgó una serie de medidas de reforma progresistas, incluyendo una ley primaria directa y la ley de trabajo infantil en lo que fue una de las sesiones legislativas más importantes en la historia de Nebraska. La prohibición es de importancia central en la política progresista antes de la Primera Guerra Mundial I. Muchos protestantes británicos y escandinavos de valores defendieron la prohibición como una solución a los problemas sociales, mientras que católicos y luteranos alemanes atacaron la prohibición como una amenaza a sus costumbres sociales y la libertad personal. Prohibicionistas apoyado la democracia directa para permitir que los votantes pasen por alto la legislatura estatal en la actividad legislativa. El Partido Republicano defendió los intereses de los prohibicionistas, mientras que el Partido Demócrata representa los intereses de los grupos étnicos. Después de 1914 la cuestión pasó a la oposición a los alemanes a la política exterior de Woodrow Wilson. A continuación, tanto republicanos como demócratas se unieron en la reducción de la democracia directa a fin de reducir la influencia alemana en la política estatal.

### El uso del suelo
Desde 1870 el tamaño medio de las explotaciones ha aumentado constantemente, mientras que el número de granjas aumentó rápidamente hasta el año 1900, se mantuvo estable hasta 1930. El área total de tierras de cultivo en Nebraska aumentó hasta la década de 1930, pero luego mostró estabilidad a largo plazo con grandes fluctuaciones a corto plazo. La diversidad de los cultivos fue más alta durante 1955-1965, y luego disminuye lentamente, el maíz fue siempre un cultivo dominante, pero el sorgo y la avena fueron reemplazados cada vez más por la soja después de la década de 1960. Cambios en el uso del suelo se vieron afectados por las políticas agrícolas y programas para intentan estabilizar la oferta y la demanda de productos básicos, reducir la erosión, y reducir el impacto a los sistemas de vida silvestre y ecológica, los avances tecnológicos (por ejemplo, la mecanización, semillas, pesticidas, fertilizantes), y el crecimiento demográfico y la redistribución.

### Transporte
Las 450  m del "Lincoln Highway" en Nebraska siguen la ruta del Río Platte. A lo largo del estrecho pasillo donde los pioneros, el "Pony Express" y la línea principal de la Unión Pacífic Railroad  corrió.La construcción comenzó en 1913, ya que la carretera fue promovida por una red de promotores locales y estatales hasta que se convirtió en U.S. Route 30  y parte del sistema nacional de carreteras numeradas, con las normas federales para carreteras y los subsidios. Su ruta fue alterada varias veces, lo más importante cuando se hizo la derivación de  Omaha en 1930. La última sección de la calzada pavimentada estaba al oeste de North Platte, Nebraska, en noviembre de 1935. La "Lincoln Highway" fue planeada como la ruta más directa en cruzar el país, pero eso no sucedió hasta la década de 1970, cuando la carretera interestatal 80 se construyó paralela a la Ruta 30, dando a la carretera de Lincoln el tráfico local.

### Tiendas Minoristas
En las zonas rurales los granjeros y ganaderos dependen de almacenes generales que tienen un inventario limitado y baja rotación de productos.  Ellos hicieron suficientes ganancias para seguir en marcha con la venta a precios elevados. Los precios no estaban marcados en cada artículo, sino que el cliente negociaba el precio. Los hombres hicieron la mayoría de las compras, ya que los criterios principales era el crédito en lugar de calidad de los bienes. De hecho, la mayoría de los clientes de compras a crédito, hacen el pago de la factura cuando las cosechas o el ganado ya se vendieron, la capacidad del propietario para juzgar la solvencia es vital para su éxito.